# Zachodni Okręg Wojskowy (Federacja Rosyjska)

Okręgi wojskowe

Zachodni Okręg Wojskowy (ros. Западный военный округ) – jednostka administracyjno-wojskowa Sił Zbrojnych Federacji Rosyjskiej, obejmująca całość obiektów militarnych – w tym jednostki wojskowe, zakłady przemysłu zbrojeniowego, jednostki paramilitarne – stacjonujących w zachodniej części FR.

## Historia
Utworzony dekretem prezydenckim nr 1144 z 20 września 2010, na bazie Leningradzkiego i Moskiewskiego Okręgu Wojskowego. W jego skład wchodziły Flota Bałtycka, wszystkie lotniska, brygady artylerii przeciwlotniczej (w tym rakietowe) i radiotechniczne regionu (I Dowództwo Sił Powietrznych i Obrony Przeciwlotniczej), z wyjątkiem Wojsk Rakietowych Przeznaczenia Strategicznego i Sił Powietrzno-Kosmicznych. Ponadto w operacyjnym podporządkowaniu znajdowały się formacje wojskowe wojsk wewnętrznych MSW Rosji, Służby Pogranicznej Federalnej Służby Bezpieczeństwa Federacji Rosyjskiej, a także pododdziały obrony cywilnej Ministerstwa Sytuacji Nadzwyczajnych i innych ministerstw i instytucji, wypełniające zadania na terytorium okręgu.
W grudniu 2014 roku Flota Północna, pierwotnie będąca częścią ZOW, została wyłączona z jego składu w związku z utworzeniem na jej podstawie Zjednoczonego Dowództwa Strategicznego „Północ”.
26 lutego 2024 dekretem Prezydenta Federacji Rosyjskiej Władimira Putina okręg rozwiązano, tworząc w jego miejsce Leningradzki i Zachodni Okręg Wojskowy.
Siedziba dowództwa znajdowała się w Petersburgu.

## Struktura
Zjednoczone Dowództwo Strategiczne
- armie ogólnowojskowe:
  - 6 Armia Ogólnowojskowa;
  - 20 Gwardyjska Armia Ogólnowojskowa;
- 1 Gwardyjska Armia Pancerna;
- 6 Armia Sił Powietrznych i Obrony Przeciwlotniczej;
- Flota Bałtycka[5].

## Dowództwo
- dowódca generał Aleksandr Żurawlow[6]

Wojska i siły ZOW stacjonują w granicach administracyjnych trzech okręgów federalnych: 
- Północno-Zachodniego;
- Centralnego;
- i w części Nadwołżańskiego.

czyli na terytorium:
- Republiki Karelii;
- obwodu biełgorodzkiego;
- obwodu briańskiego;
- obwodu włodzimirskiego;
- obwodu wołogodzkiego;
- obwodu woroneskiego;
- obwodu iwanowskiego;
- obwodu królewieckiego;
- obwodu kałuskiego;
- obwodu kostromskiego;
- obwodu kurskiego;
- obwodu leningradzkiego;
- obwodu lipieckiego;
- obwodu moskiewskiego;
- obwodu niżnonowogrodzkiego;
- obwodu nowogrodzkiego;
- obwodu orłowskiego;
- obwodu pskowskiego;
- obwodu riazańskiego;
- obwodu smoleńskiego;
- obwodu tambowskiego;
- obwodu twerskiego;
- obwodu tulskiego;
- obwodu jarosławskiego;
- Moskwy;
- Petersburga.

## Dowództwo okręgu

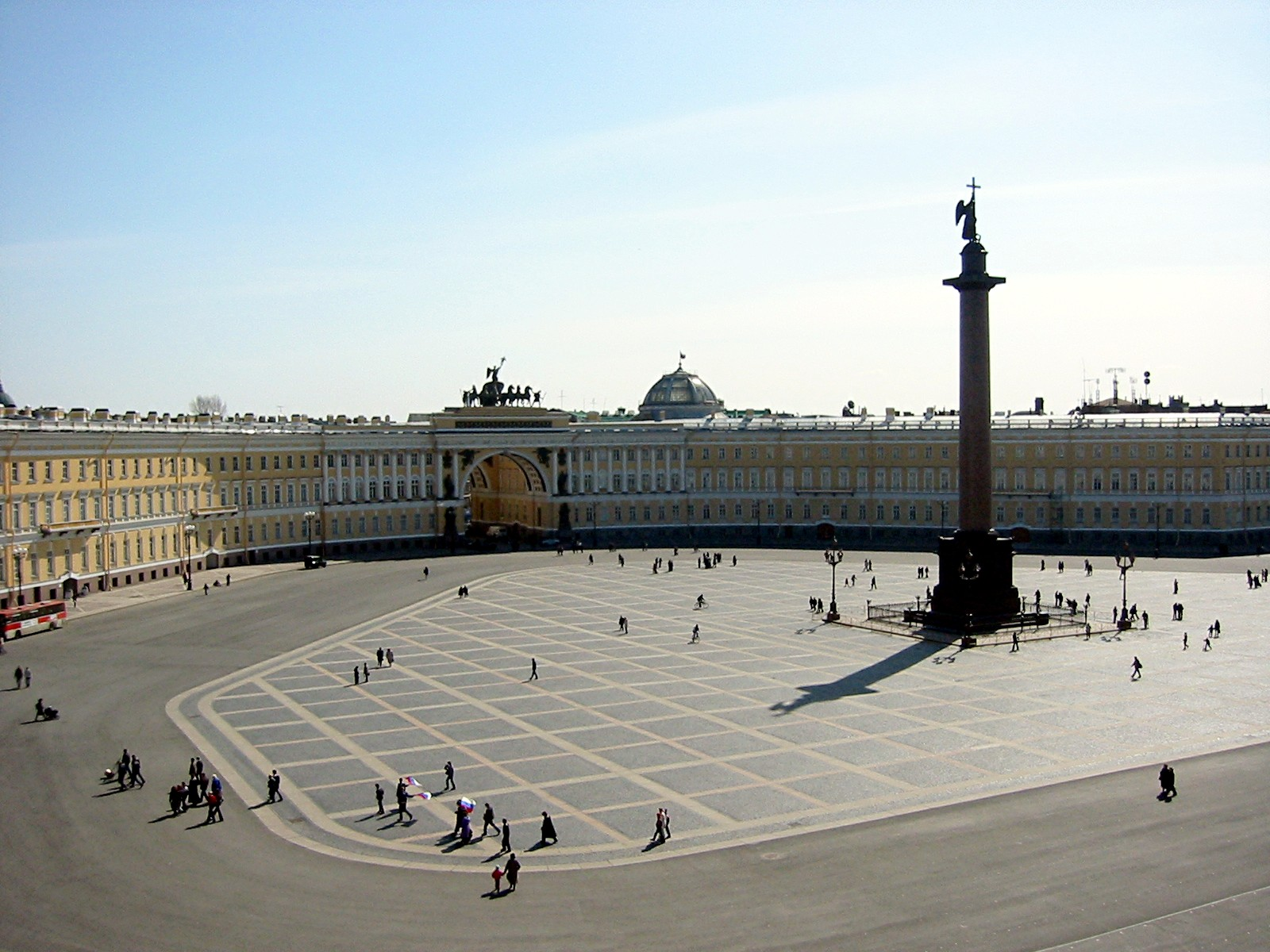
Sztab okręgu na Placu Pałacowym w Petersburgu

### Dowódcy okręgu
- cz. p.o. gen. płk Arkadij Bachin, lipiec 2010, od 28 października 2010 na stałe, do 9 listopada 2012[7][8];
- gen. płk Anatolij Sidorow (ros.: Анатолий Алексеевич Сидоров[9]) od 24 grudnia 2012 do 10 listopada 2015[10];
- gen. płk Andriej Kartapołow, od 10 listopada 2015 do 19 grudnia 2016;
- cz.p.o. gen. por. Wiktor Astapow; od 19 grudnia 2016 do kwietnia 2017;
- gen. płk Andriej Kartapołow, od kwietnia 2017 do 30 lipca 2018;
- cz.p.o. gen. por. Wiktor Astapow; od 30 lipca 2018 do listopada 2018;
- gen. płk Aleksandr Żurawlow – od listopada 2018[11].

### Szefowie sztabu – pierwsi zastępcy dowódcy
- admirał Nikołaj Maksimow, od 28 października 2010 do października 2012[12];
- gen. por. Anatolij Sidorow, od października do 24 grudnia 2012;
- gen. por. Andriej Kartapołow, od grudnia 2012 do czerwca 2014;
- gen. por. Wiktor Astapow, od 21 czerwca 2014 do listopada 2018;
- gen. por. Aleksiej Zawizon, od listopada 2018.